# Seznam hrabat z Rietbergu

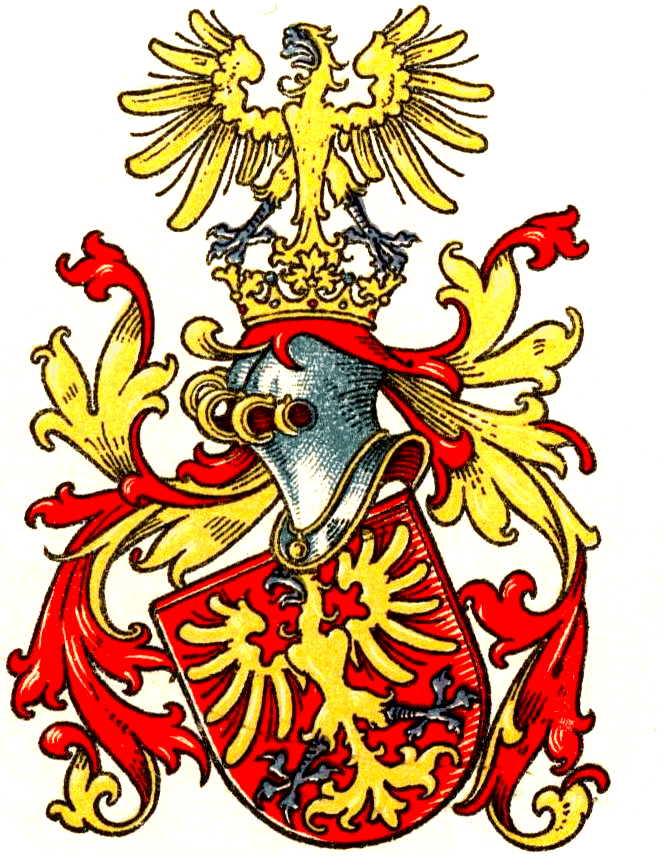
Znak Rietberského hrabství

Toto je seznam rietberských hrabat, (německy Grafen von Rietberg) panovníků Rietberského hrabství, se sídlem na území dnešního města Rietberg.
| Období vlády | Panovník    | Poznámky |
| ------------ | ----------- | --- |
| 1237–1264    | Konrád I.   | Konrád z Werl-Arnsberg-Cuyku obdržel podíl v severní části Arnsbergu a nazval jej podle své rezidence hrabství Rietberg.                |
| 1264–1282    | Bedřich I.  | Bedřich převzal správu nad hrabstvím již dlouho před smrtí svého otce Konráda a také zemřel ještě za jeho života.                       |
| 1282–1313    | Konrád II.  | Konrád panoval od roku 1302 společně se svým bratrem Bedřichem. Hrabství bylo mezi ně rozděleno.                                        |
| 1302–1322    | Bedřich II. | Bedřich panoval nejprve se svým bratrem Konrádem a poté se svým synovcem Otou.                                                          |
| 1313–1347    | Ota I.      | Jelikož jeho strýc Bedřich II. zemřel mužských potomků, panoval Ota od roku 1322 ve znovusjednoceném hrabství.                          |
| 1347–1365    | Konrád III. | Konrád vybudoval právní řád Rietberského panství, tím, že hrabství předal císaři jako léno a obdržel je zpět s rozšířenými pravomocemi. |
| 1365–1389    | Ota II.     | |
| 1389–1428    | Konrád IV.  | |
| 1428–1472    | Konrád V.   | Konrád musel předat Rietberské hrabství jako léno pod správu Hesenského lankrabství za bezprostřední podřízenost císaři ein.            |
| 1472–1516    | Jan I.      | |
| 1516–1535    | Ota III.    | Ota sňatkem s Onnou z Esensu vyženil nárok na Harlingerland.                                                                            |
| 1535–1552    | Ota IV.     | Ota v Rietberském hrabství zavedl luterské vyznání.                                                                                     |
| 1552–1562    | Jan II.     | "Bláznivý Jan (Der tolle Johann)" zemřel v zajetí jako poslední mužský potomek Rietbergů z arnsberské linie.                            |
| 1565–1584    | Armgard     | Armgard zemřel bezdětný. |
| 1584–1586    | Walburgis   | Sňtakem s východofríským hrabětem, Ennem III. z dynastie Cirksena, založila Walburgis dynastii Ostfriesland-Rietberg.                   |

| Období vlády | Panovník                  | Poznámky |
| ------------ | ------------------------- | --- |
| 1586–1618    | Sabina Kateřina           | Sabina Kateřina v Berumském vyrovnání získala Rietberské hrabství a vzdala se Harlingerlandu ve prospěch Východního Fríska. Za její vlády byl Rietberg rekatolizován. |
| 1618–1625    | Jan III.                  | Jan byl manžel a strýc Sabiny Kateřiny. Panoval v Rietbergu po její smrti a založil klášter.                                                                          |
| 1625–1640    | Arnošt Kryštof            | V době jeho vlády končí zmatky třicetileté války a byla dokončena stavba kláštera v Rietbergu.                                                                        |
| 1640–1660    | Jan IV.                   | |
| 1660–?       | Anna Kateřina             | Anna Kateřina byla vdova po Janovi a přežila všechny své syny. |
| 1660–1677    | Bedřich Vilém             | Bedřich Vilém padl jako mladý u Štrasburku |
| 1677–1680    | František Adolf Vilém     | Aby mohl i nadále zastávat úřad kapitula, postoupil rietberské panství nejprve svému bratrovi Ferdinandu Maxmiliánovi a po jeho smrti jeho neteřím.                   |
| 1680–1687    | Ferdinand Maxmilián       | |
| 1699–1758    | Marie Ernestina Františka | Jako poslední z východofríské dynastie se vdala za Maxmiliána Oldřicha z Kounic, čímž byl položen základ dynastie rietberských Kouniců (Kaunitz-Rietberg).            |

| Období vlády | Panovník       | Poznámky |
| ------------ | -------------- | --- |
| 1746–1794    | Václav Antonín | Václav Antonín po smrti svého otce spravoval rietberské panství společně se svou matkou Marií Ernestinou Františkou.        |
| 1794–1797    | Arnošt Kryštof | |
| 1797–1812    | Dominik Ondřej | Za vlády Dominika Ondřeje bylo Rietberské hrabství mediatizována a zprvu připojeno k napoleonskému Vestfálskému království. |
| 1812–1848    | Alois          | Alois prodal panskostavovská práva Rietbergu, která vlastnil ještě pod pruskou nadvládou, pruské koruně.                    |

## Titul rietberských hrabat v současnosti
Titul hraběte z Rietbergu je v současné době součástí titulů lichtenštejnských knížat, a to na základě manželského spojení Agnes, sestry Sabiny Kateřiny s knížetem Gundakarem z Lichtenštejna. 